# Cindy Klassen
Cindy Klassen (Winnipeg, Canadà 1979) és una patinadora de velocitat sobre gel canadenca, una de les més destacades de la història. Destaca per esdevenir la primera patinadora de velocitat a aconseguir cinc medalles en uns Jocs, les aconseguides en els Jocs Olímpics d'Hivern de 2006.

## Biografia
Va néixer el 12 d'agost de 1979 a la ciutat de Winnipeg, capital de l'estat de Manitoba.

## Carrera esportiva
Als 22 anys va participar en els Jocs Olímpics d'Hivern de 2002 realitzats a Salt Lake City (Estats Units), on aconseguí guanyar la medalla de bronze en els 3.000 meters, a més de finalitzar quarta en els 1.500 m. i 5.000 metres i tretzena en els 1.000 metres. En els Jocs Olímpics d'Hivern de 2006 realitzats a Torí (Itàlia) aconseguí guanyar cinc medalles olímpiques: la medalla d'or en els 1.500 m., la medalla de plata en els 1.000 m. i la persecució per equips i la medalla de bronze en les proves de 3.000 m. i 5.000 metres. En els Jocs Olímpics d'Hivern de 2010 realitzats a Vancouver (Canadà) finalitzà en dotzena en els 5.000 m., catorzena en els 3.000 m. i vint-i-unena en els 1.500 metres.
Al llarg de la seva carrera ha aconseguit guanyar 16 medalles en el Campionat del Món de patinatge de velocitat sobre gel, destacant quatre medalles d'or.